# Géorgie-Italie en rugby à XV
Cet article présente l'historique des confrontations entre l'équipe de Géorgie et l'équipe d'Italie en rugby à XV. Les équipes se sont rencontrées 4 fois pour 3 victoires italiennes et une géorgienne. 

## Historique

### Premières rencontres (1978-2000)
S'il faut attendre 2003 pour une première confrontation entre l'équipe d'Italie et de Géorgie, les confrontations de rugby à XV entre géorgiens et italiens remontent à plus longtemps.
Ainsi l'Italie a affronté l'équipe d'Union soviétique – pouvant notamment se voir comme l’ancêtre des sélections russes et géorgiennes – à de nombreuses reprises depuis 1978. Et si le rugby soviétique est avant tout l'affaire de joueurs russes, avec la domination des clubs géorgiens en championnat à partir de la deuxième moitié des années 1980, les confrontations avec l'Italie de ces années peuvent se voir comme des prémices de la rivalité Géorgie-Italie. En revanche les deux dernières confrontations italo-soviétiques, remportée par les Italiens, se sont a priori faite sans joueur géorgien, ceux-ci ayant pris leur indépendance sportive dès 1989.
La rivalité URSS-Italie aura ainsi donné lieu à 14 rencontres pour un nul, 4 victoires italiennes et 9 victoires soviétiques,.
Par la suite, l'Italie affronte et bat une première fois l'équipe de Géorgie en 1998, dans une rencontre pour laquelle les joueurs italiens ne gagnent pas de sélection. La rivalité Italie-Géorgie sera par la suite émaillée par sept autres rencontres entre la Géorgie et l'équipe d'Italie A, majoritairement en Coupe des nations et Tbilissi Cup, avec un bilan assez équilibré entre les deux équipes.

### Une rivalité croissante (2003-2018)
Bien que la Géorgie et l'Italie aient un historique de confrontations extrêmement réduit — la Géorgie était encore très loin du plus haut niveau à l'époque où l'Italie jouait le trophée européen, cette dernière ayant depuis rejoint le Tournoi des Six Nations, diminuant ses possibilités de rencontres officielles avec des nations hors Tier 1 — les deux nations ont tout de même développé une forme de rivalité à distance dans la mesure où l'équipe de Géorgie est souvent citée par de nombreux médias, ou acteurs du rugby (notamment Agustín Pichot, vice-président de World Rugby) comme un potentiel remplaçant de l'équipe d'Italie dans le tournoi.
Leur confrontation prévue en 2018 fait ainsi figure de match charnière pour trancher le débat sur la participation prochaine de la Géorgie au tournoi. Elle est ainsi très fortement suivie par le public géorgien, pour lequel cette rivalité est alors particulièrement exacerbée,,. 
Le contexte de ce match semble en effet favorable à la Géorgie, après son bon parcours en coupe du monde en 2015 (victoire contre les Tonga puis la Namibie et bonne performance contre les All Blacks) et ses multiples victoires contre des nations du Tier 2 de calibre important. La Géorgie a en effet battu depuis le début des années 2010 des nations comme le Japon, les États-Unis, les Fidji, les Samoa ou les Tonga, là où l'Italie reste en 2018 sur 3 Tournois des Six Nations sans victoire, malgré un exploit contre l'Afrique du Sud en 2016. Avant le match la Géorgie est d'ailleurs 13e au classement WR, devant l'Italie 14e.
Néanmoins pendant le match l'Italie déroule son rugby pour arriver à un score de 28-10 à l'heure de jeu, mais un essai de pénalité de la Géorgie remet les Lelos dans le match. Pour autant l'Italie tient le score pour obtenir une victoire méritée et finalement très attendue. Cette victoire permet notamment à l'Italie de dépasser la Géorgie au classement World Rugby.

## Les confrontations
Voici la liste des confrontations entre ces deux équipes :
| No | Date             | Lieu                                    | Match            | Score   | Compétition |
| -- | ---------------- | --------------------------------------- | ---------------- | ------- | ----------- |
| 1  | 6 septembre 2003 | Asti, Italie                            | Italie – Géorgie | 31 – 22 | Test match  |
| 2  | 10 novembre 2018 | Stade Artemio-Franchi, Florence, Italie | Italie – Géorgie | 28 – 17 | Test match  |
| 3  | 10 juillet 2022  | Batoumi, Géorgie                        | Géorgie – Italie | 28 – 19 | Test match  |
| 4  | 17 novembre 2024 | Stade Luigi-Ferraris, Gênes, Italie     | Italie – Géorgie | 20 – 17 | Test match  |

### Confrontations non-officielles
| No | Date             | Lieu                                      | Match               | Score   | Compétition                           |
| -- | ---------------- | ----------------------------------------- | ------------------- | ------- | ------------------------------------- |
| 1  | 11 avril 1998    | Stade Tommaso-Fattori, L'Aquila Italie    | Italie A – Géorgie  | 31 – 14 | Qualifications pour la Coupe du monde |
| 2  | 26 janvier 2000  | Stadio Carlo Montano, Livourne Italie     | Italie XV – Géorgie | 51 – 7  | Test match                            |
| 3  | 16 juin 2007     | Stade Arcul de Triumf, Bucarest Roumanie  | Géorgie – Italie A  | 22 – 20 | Coupe des nations                     |
| 4  | 20 juin 2008     | Stade Arcul de Triumf, Bucharest Roumanie | Géorgie – Italie A  | 25 – 3  | Coupe des nations                     |
| 5  | 20 novembre 2009 | Palmanova Italie                          | Italie A – Géorgie  | 8 – 7   | Test match                            |
| 6  | 15 juin 2010     | Stade Arcul de Triumf, Bucharest Roumanie | Géorgie – Italie A  | 3 – 21  | Coupe des nations                     |
| 7  | 22 juin 2014     | Avchala Stadium, Tbilissi Géorgie         | Géorgie – Italie A  | 34 – 10 | Tbilissi Cup                          |
| 8  | 17 juin 2015     | Avchala Stadium, Tbilissi Géorgie         | Géorgie – Italie A  | 10 – 26 | Tbilissi Cup                          |

### Confrontations pendant la période soviétique
| No | Date             | Lieu                                       | Match         | Score   | Compétition      |
| -- | ---------------- | ------------------------------------------ | ------------- | ------- | ---------------- |
| 1  | 18 novembre 1978 | Stadio Flaminio, Rome, Italie              | Italie – URSS | 9 – 11  | Trophée européen |
| 2  | 28 octobre 1979  | Stade du Spartak, Moscou, Union soviétique | URSS – Italie | 9 – 0   | Trophée européen |
| 3  | 2 novembre 1980  | Stade Mario-Battaglini, Rovigo, Italie     | Italie – URSS | 3 – 4   | Trophée européen |
| 4  | 25 octobre 1981  | Stade du Spartak, Moscou Union soviétique  | URSS – Italie | 12 – 12 | Trophée européen |
| 5  | 22 mai 1983      | Stadio Santa Maria Goretti, Catane, Italie | Italie – URSS | 12 – 10 | Trophée européen |
| 6  | 30 octobre 1983  | Kiev, Union soviétique                     | URSS – Italie | 16 – 7  | Trophée européen |
| 7  | 18 novembre 1984 | Stade Tommaso-Fattori, L'Aquila, Italie    | Italie – URSS | 13 – 12 | Trophée européen |
| 8  | 10 novembre 1985 | Stade du Spartak, Moscou Union soviétique  | URSS – Italie | 15 – 13 | Trophée européen |
| 9  | 16 novembre 1986 | Stadio Marassi, Gênes, Italie              | Italie – URSS | 14 – 16 | Trophée européen |
| 10 | 7 novembre 1987  | Kishinev, Union soviétique                 | URSS – Italie | 12 – 9  | Trophée européen |
| 11 | 5 novembre 1988  | Stadio Comunale di Monigo, Trévise, Italie | Italie – URSS | 12 – 18 | Trophée européen |
| 12 | 5 novembre 1989  | Stade du Spartak, Moscou Union soviétique  | URSS – Italie | 15 – 12 | Trophée européen |
| 13 | 24 novembre 1990 | Stade Mario-Battaglini, Rovigo Italie      | Italie – URSS | 34 – 12 | Trophée européen |
| 14 | 3 novembre 1991  | Stade du Spartak, Moscou Union soviétique  | URSS – Italie | 3 – 21  | Trophée européen |